# Ángel Leyes
Ángel Leonides Leyes (Talita, provincia de San Luis, Argentina, 22 de abril de 1930 – Buenos Aires, 24 de junio de 1996), boxeador argentino en las categorías pluma y gallo.
Integró el equipo olímpico en los Juegos Olímpicos de Helsinki 1952.

## Biografía
Nació en 1930 en Talita, provincia de San Luis. A los cinco años quedó huérfano de padre y debe trabajar como lustrabotas. Ya en Buenos Aires, tiene múltiples empleos mientras se forma como boxeador.

### Actividad deportiva
Ángel Leyes fue frecuentemente elogiado por la prensa por su habilidad técnica e integró la élite del boxeo argentino siendo profesional fondista del Luna Park.
En 1948 logra el campeonato argentino de peso pluma, título que ganará en otras tres oportunidades (1949 y dos veces en 1952).
En dos oportunidades obtuvo el segundo puesto en el Campeonato Latinoamericano de Boxeo Amateur.
En 1948, en Santiago de Chiley en 1952 en Lima, en un fallo controversial, por el que el Diario Crítica lo llama "campeón sin corona".Los torneos amateurs de su tiempo a menudo se veían envueltos en polémicas por los resultados. En 1954, La Nación afirma que en aquella ocasión en Lima, Leyes compartió el título con su oponente.La prensa argentina lo siguió llamando "campeón latinoamericano" en años posteriores.
En 1952 participó en los Juegos Olímpicos de Helsinki.
Se enfrentó a boxeadores de su tiempo como Ricardo González, Abelardo Siré,Blas Conde,Alejandro Lacoste, Manuel Castillo, Luis Corrales, Gabriel Pons, Gerardo Pino, Domingo Palavicino, Renato Schmidl, Luis Fuentealba, Juan García, José Gallardo, José Santín, Washington Pereira, Juan Villalba, Héctor Romero.
Durante 1948, la prensa chilena lo llamó erróneamente "Alberto Leyes" en repetidas oportunidades.
Tras su retiro en 1955, participó de algunos combates de exhibición. En 1959 enfrentó y venció por puntos Arquímedes Talarico en Paysandú, Uruguay.

### Vida personal
Contrajo matrimonio en 1950. En 1951 tuvo una hija y enviudó a los pocos meses. En 1955, poco después de casarse por segunda vez, a los 24 años, se retiró del boxeo.
El 15 de marzo de 1966, Leyes apareció en la portada del Diario Crónica señalado como líder de una banda de asaltantes de bancos capturada en San Miguel (Buenos Aires).Al día siguiente la noticia fue desmentida. El acusado era el exboxeador Héctor Pieruccione, a quien Leyes había derrotado en el Luna Park en 1952, en las eliminatorias para el XXIV Campeonato Latinoamericano de Box de Lima. Pieruccione le había sustraído a Leyes la cédula de identidad y dio el nombre de Leyes cuando fue detenido.En ese momento, Leyes declaró que trabajaba como fletero.

## Títulos
- 1948. Campeón Argentino de peso pluma.
- 1949. Campeón Argentino de peso gallo.[18]
- 1952. Campeón Argentino de peso pluma
- 1952. Campeón Argentino de peso pluma[17]